# Station Foëcy
Station Foëcy is een spoorwegstation in de Franse gemeente Foëcy.